# أنيزي بونفانتيني
أنيزي بونفانتيني (فيربانيا، 4 يوليو 1999) هي لاعبة كرة قدم إيطالية، تلعب في مركز الهجوم لنادي فيورنتينا والمنتخب الإيطالي.

## الحياة مهنية

### الأنادي

#### إنتر ميلان (البداية)
بدأت أنيزي لعب كرة القدم في سن السادسة، وانضم إلى نادي فوندوتوسي، وهو نادٍ يقع بالقرب من فيربانيا، حيث بدأ اللعب في فرق مختلطة. في عام 2010، انتقلت إلى جرافيلونا توس، حيث لعبت دائمًا في تشكيلات مختلطة، لمدة موسمين آخرين حتى عُرض عليها، في سن 12 عامًا، تجربة مع إنتر للنساء، وكانت هذه أول تجربة لها في فريق نسائي بالكامل.
بعد إقناع النادي بصفاتها، عينت أنيزي من قبل إنتر ميلان، حيث لعبت جنبًا إلى جنب مع الفريق الأساسي في بطولة بريمافيرا، حيث ظهرت لأول مرة مع الفريق الأول في سن 16 عامًا خلال موسم 2014-2015، في 26 أبريل 2015، أشركها المدرب أنطونيو بروستيا كلاعبة أساسية في المباراة الأخيرة من بطولة دوري الدرجة الثانية حيث تغلب النيرازوري على منافسه خارج أرضه نادي أزالي لكرة القدم النسائية 1-0.
وظلت مرتبطة بالنادي الميلاني خلال المواسم الثلاثة التالية، حيث أنهى النادي الموسم الأول في المركز الثالث في المجموعة الأولى من بطولة دوري الدرجة الثانية الإيطالي، بينما أنهى الموسم الثاني وهو قريب من الصعود في المجموعة الثالثة بفارق نقطتين خلف كييفو فيرونا فالبو، ثم في المركز الثاني مرة أخرى في الموسم التالي بفارق ثلاث نقاط خلف أوروبيكا كالتشيو بيرغامو، وهي النتيجة التي ضمنت لإنتر ميلان الوصول إلى دوري الدرجة الثانية المتجدد بجولة واحدة. واختتم وسجل 36 هدفًا في 69 مباراة بالدوري.

#### روما
في يوليو 2018، انتقلت على سبيل الإعارة من إنتر ميلان إلى نادي روما للسيدات، اعتبارًا من موسم 2018-2019، القسم النسائي للنادي الذي يحمل نفس الاسم والذي تولى اللقب الرياضي نادي ريس روما الثامن للوصول إلى بطولة الدوري الإيطالي 2018-2019. مرتدية القميص الجديد، ظهرت أنيزي لأول مرة في الموسم في اليوم الأول، في سان بولو دينزا، في 22 سبتمبر 2018، في المباراة التي خسرها الجيالوروسي بنتيجة 3 أهداف مقابل 2 أمام منافسه نادي ساسوولو الرياضي لكرة القدم (النسائي). في 21 أكتوبر 2018، ارتطمت تسديدتها بالقائم لأول مرة في مسيرتها بالدوري الإيطالي. في الواقع، ارتطمت إحدى تسديداتها البعيدة بالعارضة ضد نادي يوفنتوس لكرة القدم للسيدات، الذي حافظ آنذاك على شباكه نظيفة بعد 4 مباريات، ومباراة خسرها الجيالوروسي بنتيجة 0-4. تم تسجيل الهدف الأول في الدوري الإيطالي في المباراة ضد فلورنتيا سان جيمينيانو في 27 أكتوبر 2018، والذي كان حاسمًا في النتيجة النهائية 1-2 لصالح روما. وسجلت أيضًا هدفه الثاني (2-0) في المباراة التي أقيمت على أرضه يوم 3 نوفمبر 2018، ضد أوروبيكا كالتشو بيرغامو، حيث فاز الفريق المضيف لاحقًا بنتيجة 3-0.

#### يوفنتوس والإعارة إلى سامبدوريا وإنتر

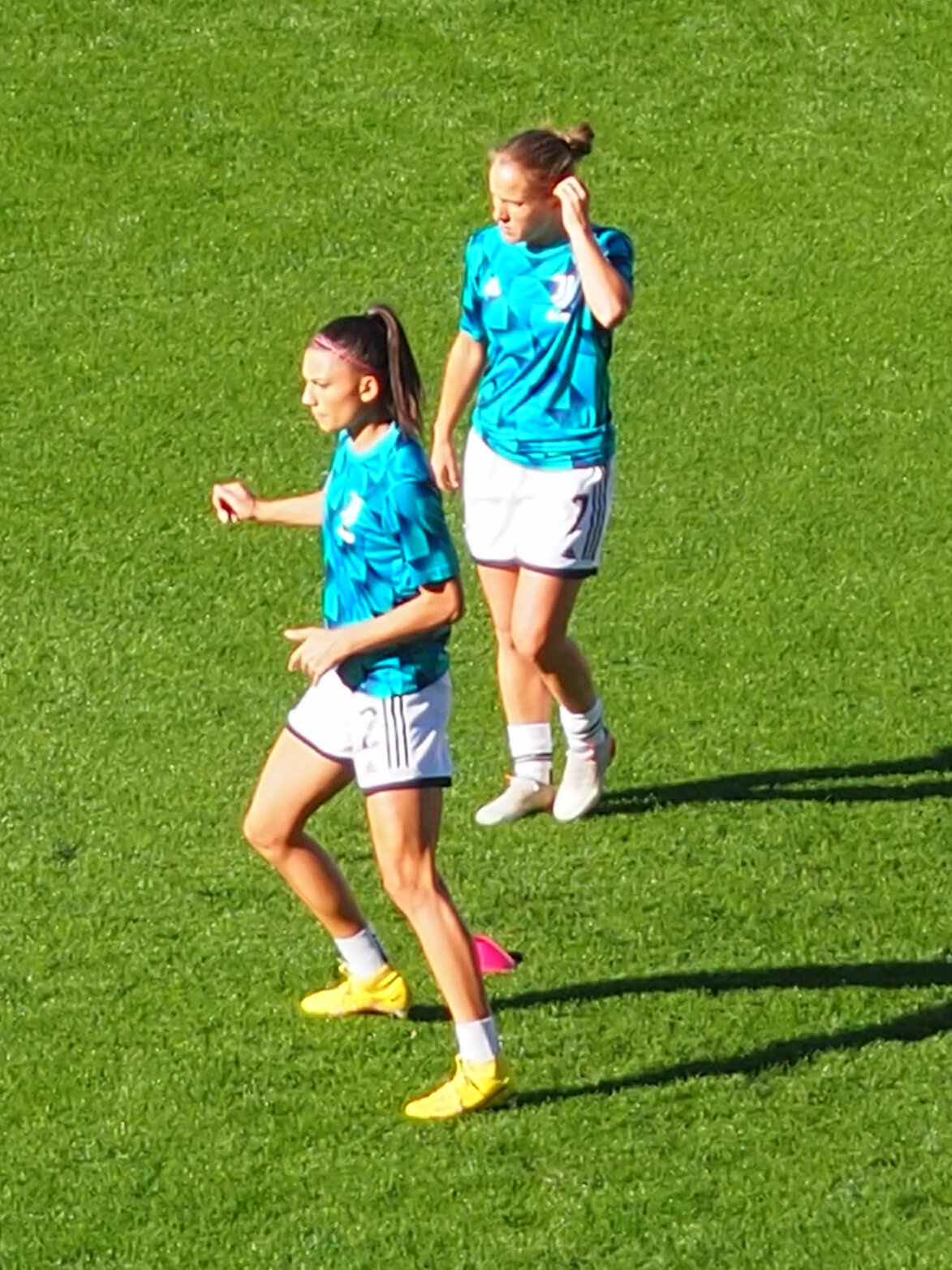
أنيزي (في المقدمة) وفالنتينا سيرنويا يستعدان لمباراة يوفنتوس في عام 2022

في 5 يوليو 2021 انتقلت إلى نادي يوفنتوس لكرة القدم للسيدات، في صفقة انتقال شملت لاعبة يوفنتوس السابقة بينيديتا جليونا. في موسمها الأول بالقميص الأبيض والأسود فاز بالدوري الإيطالي وكأس إيطاليا وكأس السوبر الإيطالي.
في 31 يناير 2023، تم إعارة أنيزي إلى نادي سامبدوريا لكرة القدم (النسائي)، أيضًا في الدوري الإيطالي، حتى نهاية موسم 2022-23. وبفضل أهدافها في الدوري أيضًا (7 في 11 مباراة)، تمكن فريق بلوسيرشياتي من الحفاظ على دوري الدرجة الأولى.
بعد عودتها إلى يوفنتوس في نهاية الموسم، في 5 أغسطس من نفس العام، تمت إعارة أنيزي مرة أخرى، هذه المرة إلى إنتر للنساء، مرة أخرى في الدوري الإيطالي غادرت النادي في نهاية موسم 2023-2024، عند انتهاء الإعارة الطبيعي، بعد أن شاركت في 25 مباراة وسجلت ثمانية أهداف لصالح النيراتزوري.

#### فلورنتين
في 22 يوليو 2024، تم إعارة أنيزي مع خيار الشراء إلى فيورنتينا في الدرجة الأولى. في 4 سبتمبر، سجلت هدفها الأول لصالح فيورنتينا، ليحسم المباراة على أرضه أمام نادي بروندبي الرياضي (النسائي) (1-0)، والتي كانت مؤهلة للجولة الأولى من تصفيات دوري أبطال أوروبا. خلال موسم 2024-2025، أثبتت نفسها كلاعب أساسي دائم في فريق سيباستيان دي لا فوينتي، الذي كان بالفعل مدربه في فرق الشباب في إنتر ميلان.
في 26 يونيو 2025، أعلن نادي فيورنتينا أنه مارس خيار شراء أنيزي بشكل مباشر، والتي وقعت عقدًا لمدة عامين (مع خيار لمدة عام آخر) مع نادي فيولا.

### المنتخب
بينما كانت بالفعل جزءًا من المنتخب الإيطالي تحت 17 عامًا، في عام 2017 تم استدعاؤها أيضًا إلى المنتخب الإيطالي تحت 19 عامًا حيث ظهرت لأول مرة في 16 أكتوبر 2017، في مباراة التصفيات المؤهلة لبطولة أوروبا لكرة القدم للسيدات تحت 19 عامًا، والتي فاز بها الأزوري 0-8 ضد مولدوفا، وسجلت أيضًا هدفين. في 5 أبريل 2018، سجلت هدفًا بكعب القدم ضد اسكتلندا والتعادل 2-2 في المباراة التالية ضد جمهورية التشيك ضمن تأهل الأزوري لبطولة أوروبا لكرة القدم للسيدات تحت 19 عامًا.
في بداية عام 2019، ضمت مدربة المنتخب الوطني ميلينا بيرتوليني اسمها إلى قائمة اللاعبين الـ25 الذين تم استدعاؤهم للمشاركة في نسخة 2019 من كأس قبرص، والتي ستقام في الفترة من 27 فبراير إلى 6 مارس، مما سيعطي المدرب الإيطالي الفرصة لتقييم الفريق بشكل أكبر في ضوء كأس العالم 2019 في فرنسا. خاضت أنيزي أول مباراة لها في المباراة الثانية من دور المجموعات، حيث دخلت كبديل في الشوط الثاني في الفوز 3-0 على منتخب المجر لكرة القدم للسيدات.
في عام 2022، ضمت مدربة المنتخب الوطني الأول ميلينا بيرتوليني اسمها إلى قائمة اللاعبين الـ24 الذين تم استدعاؤهم لنسخة 2022 من بطولة أوروبا، حيث ظهرت لأول مرة في المسابقة في بداية الشوط الثاني من المباراة الثالثة، التي خسرت 1-0 أمام منتخب المجر لكرة القدم للسيدات.
في يوم 2 سبتمبر، خلال المباراة المنتصرة خارج أرضه على ملعب زيمبرو في كيشيناو، بنتيجة 8-0 ضد منتخب المجر لكرة القدم للسيدات، المؤهلة لكأس العالم 2023 في أستراليا ونيوزيلندا، سجلت هدفها الأول بالقميص الأزرق.
في سبتمبر 2023، عادت أنيزي إلى المنتخب الوطني، حيث تم استدعاؤها من قبل المدرب الجديد أندريا سونسين للمباريات الافتتاحية لدوري الأمم الأوروبية للسيدات ضد منتخب المجر لكرة القدم للسيدات.

## إحصائيات
تم تحديث الإحصائيات اعتبارًا من 3 مايو 2025.
| الموسم           | فريق             | الدوري           | الدوري    | الدوري  | الكؤوس المحلية        | الكؤوس المحلية | الكؤوس المحلية | الكؤوس الدولية                      | الكؤوس الدولية | الكؤوس الدولية | كؤوس أخرى                | كؤوس أخرى | كؤوس أخرى | إجمالي    | إجمالي  |
| الموسم           | فريق             | الفريق           | المباريات | الأهداف | الفريق                | المباريات      | الأهداف        | الفريق                              | المباريات      | الأهداف        | الفريق                   | المباريات | الأهداف   | المباريات | الأهداف |
| ---------------- | ---------------- | ---------------- | --------- | ------- | --------------------- | -------------- | -------------- | ----------------------------------- | -------------- | -------------- | ------------------------ | --------- | --------- | --------- | ------- |
| 2014-2015        | إنتر ميلان       | ب                | 1         | 0       | كأس إيطاليا 2014-2015 | —              | —              | —                                   | —              | —              | —                        | —         | —         | 1+        | 0+      |
| 2015-2016        | إنتر ميلان       | ب                | 20        | 9       | كأس إيطاليا 2014-2015 | —              | —              | —                                   | —              | —              | —                        | —         | —         | 20+       | 9+      |
| 2016-2017        | إنتر ميلان       | ب                | 24        | 14      | كأس إيطاليا 2014-2015 | —              | —              | —                                   | —              | —              | —                        | —         | —         | 24+       | 14+     |
| 2017-2018        | إنتر ميلان       | ب                | 24        | 13      | كأس إيطاليا 2014-2015 | —              | —              | —                                   | —              | —              | —                        | —         | —         | 24+       | 13+     |
| مجموع إنتر ميلان | مجموع إنتر ميلان | مجموع إنتر ميلان | 69        | 36      |                       | 0+             | 0+             |                                     | —              | —              |                          | —         | —         | 69+       | 36+     |
| 2018-2019        | روما             | (أ)              | 21        | 4       | كأس إيطاليا 2014-2015 | 2              | 0              | —                                   | —              | —              | —                        | —         | —         | 23        | 4       |
| 2019-2020        | روما             | (أ)              | 15        | 7       | كأس إيطاليا 2014-2015 | 3              | 1              | —                                   | —              | —              | —                        | —         | —         | 18        | 8       |
| 2020-2021        | روما             | (أ)              | 20        | 1       | كأس إيطاليا 2014-2015 | 5              | 3              | —                                   | —              | —              | كأس السوبر الإيطالي 2020 | 1         | 0         | 26        | 4       |
| روما             | روما             | روما             | 56        | 12      |                       | 10             | 4              |                                     | —              | —              |                          | 1         | 0         | 67        | 16      |
| 2021-2022        | يوفنتس           | (أ)              | 20        | 3       | كأس إيطاليا 2014-2015 | 7              | 5              | دوري أبطال أوروبا للسيدات 2021-2022 | 12             | 3              | كأس السوبر الإيطالي 2020 | 0         | 0         | 39        | 11      |
| 2022- 2023       | يوفنتس           | (أ)              | 13        | 1       | كأس إيطاليا 2014-2015 | 3              | 1              | دوري أبطال أوروبا للسيدات 2021-2022 | 8              | 1              | كأس السوبر الإيطالي 2020 | 1         | 0         | 25        | 3       |
| مجموع "يوفنتوس"  | مجموع "يوفنتوس"  | مجموع "يوفنتوس"  | 33        | 4       |                       | 10             | 6              |                                     | 20             | 4              |                          | 1         | 0         | 64        | 14      |
| — 2023           | سمبدوري          | (أ)              | 11        | 7       | كأس إيطاليا 2014-2015 | 1              | 1              | —                                   | —              | —              | —                        | —         | —         | 12        | 8       |
| 2023-2024        | بين              | (أ)              | 23        | 8       | كأس إيطاليا 2014-2015 | 2              | 0              | —                                   | —              | —              | —                        | —         | —         | 25        | 8       |
| 2024-2025        | فورنستان         | (أ)              | 24        | 7       | كأس إيطاليا 2014-2015 | 3              | 0              | دوري أبطال أوروبا للسيدات 2021-2022 | 4              | 1              | كأس السوبر الإيطالي 2020 | 1         | 0         | 32        | 8       |
| إحصائيات المهنة  | إحصائيات المهنة  | إحصائيات المهنة  | 216       | 74      |                       | 26+            | 11+            |                                     | 24             | 5              |                          | 3         | 0         | 269       | 90      |